# Coniopteryx (Coniopteryx) alticola
Coniopteryx (Coniopteryx) alticola is een insect uit de familie van de dwerggaasvliegen (Coniopterygidae), die tot de orde netvleugeligen (Neuroptera) behoort. 
Coniopteryx (Coniopteryx) alticola is voor het eerst wetenschappelijk beschreven door Sziráki in 2002.